# EcuRed
EcuRed是由古巴推出的一个在线百科全书网站，于2010年12月14日正式上线。同维基百科一样，EcuRed也是基于wiki技术，是一个动态的、容许使用者上网自由编辑的網站。不过，使用者必须先取得网管核准，才能输入新的资料。网站首页说，网站的宗旨是秉持不营利及客观的原则，从“去殖民化”的观点，追求知识的累积与提升。主要目的是在美国持续封锁古巴的形势下，向人们提供了解古巴历史，特别是革命史的途径和机会。但是网站具有古巴官方背景，存在许多具有强烈意识形态的内容。